# Булат, Анатолий Фёдорович
Булат, Анатолий Фёдорович — советский и украинский учёный, академик НАН Украины (07.04.2000) в области механики горных пород и механики разрушения массивов горных пород как сред с активным запасом внутренней энергии.
Председатель Приднепровского научного центра, академик-секретарь Отделения механики, член Президиума НАН Украины, директор Института геотехнической механики им. М. С. Полякова, заслуженный деятель науки и техники Украины (1997), лауреат Государственной премии Украины в области науки и техники (1996), премии им. А. М. Динника (1992).

## Биография
Родился 17 декабря 1947 г. в Днепропетровске. Высшее образование получил в Днепропетровском горном институте (ныне Национальный горный университет). С 1965 г. работает в Институте геотехнической механики НАН Украины. Прошел путь от лаборанта до директора института. В 1978 защитил кандидатскую, а в 1989 — докторскую диссертации.

## Научная деятельность
Установил ранее неизвестную закономерность разрушения крайне напряженных пород при условии малоенергоёмких воздействий. Внедрил в производство новые эффективные способы и технологии отработки угольных пластов, а также средства управления горным давлением. Под его руководством разработан и одобрен Министерством угольной промышленности и Министерством энергетики Украины новый концептуальный подход к проблеме реструктуризации угольной отрасли в части закрытия нерентабельных угольных шахт.
Автор более 500 научных трудов, в том числе 22 монографии и более 100 изобретений.
Анатолий Фёдорович руководил программой НАН Украины по добыче и утилизации метана из шахт, в рамках которой выполнялись пилотные проекты по добыче газа. Под его руководством была разработана научно-техническая концепция принципиально новой технологии подземной дегазации. Она предполагала распределение во времени и подземном пространстве процессов добычи двух энергоносителей — угля и газа. Такой подход в мировой практике был реализован впервые.

## Ссылка
- Сборник научных трудов «Геотехническая механика»